# スーパーロボット大戦R
『スーパーロボット大戦R』（スーパーロボットたいせんアール）は、2002年8月2日にバンプレストから発売されたゲームボーイアドバンス用シミュレーションRPG。
キャッチコピーは「新世代、覚醒せよ。」。

## 概要
SDで表現されたロボットたちが競演するクロスオーバー作品「スーパーロボット大戦シリーズ」の一つ。本作はゲームボーイアドバンスで発売された同シリーズの2作目に当たる。全37話/全51ステージ。
特徴としては、1990年代のロボットアニメが数多く参戦していることが挙げられる。特に、ガンダムシリーズ、マジンガーシリーズと並ぶレギュラーシリーズの一つであるゲッターロボシリーズが、今までのテレビアニメ版からOVA版に交代したのは本作が初めてである。
またストーリーにタイムトラベルによる歴史改変を扱っており、『機動戦士ガンダム 逆襲のシャア』のブライト・ノアや『劇場版 機動戦艦ナデシコ -The prince of darkness-』のホシノ・ルリなどの原作では生き残るキャラクターが死亡する展開がある。現在の所『無敵超人ザンボット3』の原作終了後の神勝平の描写がなされているのは本作だけである。
本作品は難易度が簡単すぎたため、次回作スーパーロボット大戦Dは難易度がやや高めに設定されることになった。

### 移植版
FOMA 903i以降向けのiアプリとして移植された。同じくiアプリに移植された『スーパーロボット大戦A』同様、最新作のシステムに準拠している。

## あらすじ
月面基地で新型機「エクサランス」の実戦テストを行っていた主人公、ラージ、ミズホの3人は、その最中に謎の敵「デュミナス」の介入を受け、連邦軍の艦・ラー・カイラムとナデシコBに救われる。成り行き上彼等と共にそれぞれの敵と戦うことになった主人公達だが、さらなるデュミナスの襲撃により、エクサランスの「時流エンジン」が暴走。主人公達3人は機体もろとも5年前の世界へと飛ばされてしまう。

## 参戦作品
★マークはシリーズ初参戦作品。☆マークは携帯機初参戦作品。

### 一覧
- ★GEAR戦士電童
- 機動戦艦ナデシコ
- ★劇場版 機動戦艦ナデシコ -The prince of darkness-
- 機動戦士Ζガンダム
- 機動戦士ガンダムΖΖ
- 機動戦士ガンダム 逆襲のシャア
- 機動武闘伝Gガンダム
- 新機動戦記ガンダムW Endless Waltz
- ☆機動新世紀ガンダムX
- 無敵鋼人ダイターン3
- 無敵超人ザンボット3
- マジンガーZ
- グレートマジンガー
- 劇場版マジンガーシリーズ
- ★真ゲッターロボ対ネオゲッターロボ
- 超電磁ロボ コン・バトラーV
- 超電磁マシーン ボルテスV
- バンプレストオリジナル

### 解説
初参戦作品は『GEAR戦士電童』『劇場版 機動戦艦ナデシコ -The prince of darkness-』『真ゲッターロボ対ネオゲッターロボ』の3作。また『機動新世紀ガンダムX』は携帯ゲーム機初参戦。
本作オリジナルの機体として、『劇場版 機動戦艦ナデシコ -The prince of darkness-』に登場しないダイゴウジ・ガイ専用のスーパーエステバリスが登場する。

### パッケージ登場機体
- エクサランス・ストライカー（バンプレストオリジナル）
- ボルテスV（超電磁マシーン ボルテスV）
- エステバリス（機動戦艦ナデシコ）
- GEAR戦士電童（GEAR戦士電童）
- ガンダムダブルエックス（機動新世紀ガンダムX）
- ネオゲッター1（真ゲッターロボ対ネオゲッターロボ）

## システム
ここでは、本作特有のシステムや新規追加・変更されたシステムについて解説する。シリーズ共通のシステムについてはスーパーロボット大戦シリーズのシステムを参照。
今作から精神コマンド「愛」が強力な攻撃コマンドに変更された。
ユーザビリティの改善
本作では、ゲームボーイアドバンスの特性に合わせて、携帯機向けのシステムに変更されている。
前作『スーパーロボット大戦A』には存在しなかった、戦闘デモや会話デモのスキップや敵フェイズでのセーブが可能になり、より携帯ゲーム機向けの仕様となっている。
援護システム
『スーパーロボット大戦COMPACT2』以来搭載されているサポートアクションシステムが、『スーパーロボット大戦α外伝』同様の援護システムと名称変更された。内容にも変更が加えられ、援護に入るユニットの優先順位や使用武器などの細かな設定がプレイヤーによって行えるようになった。
また、合体攻撃にも援護攻撃が行えるようになったが、合体攻撃で敵ユニットの援護防御を無効化することはできなくなった。
撃ち落とし
「切り払い」「シールド」に加え、新たな防御技能「撃ち落とし」が追加された。銃を持ったユニットが実行可能で、ミサイルやファンネルなどの実弾系射撃武器を撃ち落とすことで、ダメージを受けないというもの。
本作では、実行可能なパイロットは「ニュータイプ」技能があるキャラクターに限られたが、『スーパーロボット大戦D』ではニュータイプ以外のパイロットでも撃ち落としが実行可能になっている。　
強化パーツの仕様変更
本作では、強化パーツは敵が持っていても効果がある。本来、バリアを持たない敵がバリアを持っていたり、普通より長い射程で狙われたりといったケースが発生するようになった。パーツを持った敵を撃破すれば、そのパーツを入手できる。ただし、消費系強化パーツの場合、相手が使用すると入手できなくなる。
周回引き継ぎ
クリアデータを読み込むことで、前のプレイのデータを引き継ぐことができる。引き継がれるボーナスはユニットの改造段階、撃墜数、最終話クリア時点で持っている資金。加えて撃墜数が多いパイロットベスト10には、精神ポイント以外の能力に＋100までのボーナス補正がかかる。
マルチエンディング
主人公選択やルート分岐によりエンディングが微妙に変化する。主にエクサランスのその後の扱われ方が変わる。全4種類。

### 原作設定を再現したシステム
『GEAR戦士電童』の設定を再現したもの。
ハイパーデンドーデンチ
セルファイター、セルブースターとバルハラの能力で、射程内にいるGEAR戦士電童と騎士GEAR凰牙のENを回復させることができる。この2機はハイパーデンドーデンチと呼ばれる特殊な電池で動いているため、通常の「補給」などではENを回復できず、EN回復系の強化パーツも装備できない。
『スーパーロボット大戦MX』では、GEAR戦士電童と騎士GEAR凰牙に特殊能力「ハイパープラズマドライブ」（ハイパーデンドーデンチを交換してエネルギーを全回復する能力とあるが、実際はそれ以外の補給を受け付けない能力）が追加され、より明確化された。
ファイナルアタック
GEAR戦士電童と騎士GEAR凰牙の必殺武器。原作では使用すると完全にデンチが空になっていたが、本作では使用してもEN残量が10残る。ファイナルアタックの攻撃力はEN残量に左右され、残量が多いほど攻撃力が高くなる。

## オリジナルキャラクター
- 男性主人公（デフォルト名:ラウル・グレーデン）
- 女性主人公（デフォルト名:フィオナ・グレーデン）

から1名選択、これに
- 男性パートナー（デフォルト名:ラージ・モントーヤ）
- 女性パートナー（デフォルト名:ミズホ・サイキ）

のパートナー2名が合わせて登場する。パートナーは主人公の性別によってストーリー上の扱いが変化する(ラウルルートではミズホがヒロインとなりラージは脇役に甘んじるが、フィオナルートでは逆転する)。
主人公機はエクサランス1機のみ。最終形態が男女で異なるが、武器名称などが違うのみでユニット性能や武器性能は同じである。

## スタッフ
プロデューサー
- 菊池博
- 寺田貴信
- じっぱひとからげ
- 森住惣一郎

ディレクター
- 赤羽仁

シナリオ
- 一二三四郎

オリジナルキャラクターデザイン
- 白川紋子
- 糸井美帆

オリジナルロボットデザイン
- 大輪充
- 藤井大誠

## プロモーション

### テレビCM
本作では初参戦の『GEAR戦士電童』のベガ役や『機動新世紀ガンダムX』のトニヤ・マーム役を務めている三石琴乃がナレーションを担当した。

## 関連商品

### 攻略本
- スーパーロボット大戦R パーフェクトガイド ISBN 9784797321524
- スーパーロボット大戦R パーフェクトファイル ISBN 9784047070967
- スーパーロボット大戦R パーフェクトバイブル ISBN 9784757710030
- スーパーロボット大戦R Maximum Complete Plan 超級設計伝導書 ISBN 9784087791914
- スーパーロボット大戦R 必勝戦術講義 ISBN 9784063396591
- スーパーロボット大戦R ザ・コンプリート ISBN 9784840219358
- スーパーロボット大戦R 鋼鉄の聖書 ISBN 9784840106184

### コミック
スーパーロボット大戦R 4コマギャグバトル
2002年11月10日初版、光文社、火の玉ゲームコミックシリーズ。ISBN 9784334805708
複数作家による二次創作4コマ漫画。
スーパーロボット大戦R 4コマギャグバトル 時空激笑編
2003年1月10日初版、光文社、火の玉ゲームコミックシリーズ。ISBN 9784334805753
複数作家による二次創作4コマ漫画。
スーパーロボット大戦R コミックアンソロジー
2002年12月10日初版、光文社、火の玉ゲームコミックシリーズ。ISBN 9784334805722
複数作家による二次創作短編漫画。
スーパーロボット大戦R コミックアンソロジー 星を護るもの
2003年2月10日初版、光文社、火の玉ゲームコミックシリーズ。ISBN 9784334805784
複数作家による二次創作短編漫画。
スーパーロボット大戦R 4コマKINGS
2002年12月15日初版、一迅社、DNAメディアコミックス。ISBN 9784758000772
複数作家による二次創作4コマ漫画。
スーパーロボット大戦R コミックアンソロジー
2002年11月15日初版、一迅社、DNAメディアコミックス。ISBN 9784758000734
複数作家による二次創作短編漫画。
スーパーロボット大戦R 4コマ戦線
2002年12月28日初版、双葉社、アクションコミックス。ISBN 9784575938067
複数作家による二次創作4コマ漫画。
スーパーロボット大戦R アンソロジーコミック 1
2002年12月5日初版、エンターブレイン、ブロスコミックスEX。ISBN 9784757712195
複数作家による二次創作短編漫画。
スーパーロボット大戦R アンソロジーコミック 2
2003年2月6日初版、エンターブレイン、ブロスコミックスEX。ISBN 9784757713352
複数作家による二次創作短編漫画。
スーパーロボット大戦R コミックスペシャル
2003年1月14日初版、メディアファクトリー、アートプレストBOOKS EX。ISBN 9784840106900
複数作家による二次創作短編漫画。